# باركالدين
باركالدين هي بلدة، في أستراليا، تقع في كوينزلاند، هي عاصمة Barcaldine Region ‏، بلغ عدد سكانها 1,422  نسمة وذلك حسب إحصائيات سنة 2016، رمزها البريدي هو 4725.

## المناخ
يظهر الجدول التالي التغييرات المناخية على مدار السنة لباركالدين:
| البيانات المناخية لـباركالدين     | البيانات المناخية لـباركالدين | البيانات المناخية لـباركالدين | البيانات المناخية لـباركالدين | البيانات المناخية لـباركالدين | البيانات المناخية لـباركالدين | البيانات المناخية لـباركالدين | البيانات المناخية لـباركالدين | البيانات المناخية لـباركالدين | البيانات المناخية لـباركالدين | البيانات المناخية لـباركالدين | البيانات المناخية لـباركالدين | البيانات المناخية لـباركالدين | البيانات المناخية لـباركالدين |
| الشهر                             | يناير                         | فبراير                        | مارس                          | أبريل                         | مايو                          | يونيو                         | يوليو                         | أغسطس                         | سبتمبر                        | أكتوبر                        | نوفمبر                        | ديسمبر                        | المعدل السنوي                 |
| --------------------------------- | ----------------------------- | ----------------------------- | ----------------------------- | ----------------------------- | ----------------------------- | ----------------------------- | ----------------------------- | ----------------------------- | ----------------------------- | ----------------------------- | ----------------------------- | ----------------------------- | ----------------------------- |
| متوسط درجة الحرارة الكبرى °م (°ف) | 35.6 (96.1)                   | 34.5 (94.1)                   | 33.2 (91.8)                   | 30.0 (86.0)                   | 26.0 (78.8)                   | 22.8 (73.0)                   | 22.6 (72.7)                   | 24.9 (76.8)                   | 28.7 (83.7)                   | 32.2 (90.0)                   | 34.5 (94.1)                   | 35.7 (96.3)                   | 30.1 (86.2)                   |
| متوسط درجة الحرارة الصغرى °م (°ف) | 23.1 (73.6)                   | 22.6 (72.7)                   | 20.8 (69.4)                   | 16.7 (62.1)                   | 12.3 (54.1)                   | 9.0 (48.2)                    | 7.9 (46.2)                    | 9.4 (48.9)                    | 13.3 (55.9)                   | 17.4 (63.3)                   | 20.3 (68.5)                   | 22.2 (72.0)                   | 16.3 (61.3)                   |
| معدل هطول الأمطار مم (إنش)        | 86.5 (3.41)                   | 78.0 (3.07)                   | 60.0 (2.36)                   | 36.3 (1.43)                   | 30.6 (1.20)                   | 24.3 (0.96)                   | 22.8 (0.90)                   | 15.8 (0.62)                   | 16.0 (0.63)                   | 28.9 (1.14)                   | 40.1 (1.58)                   | 64.1 (2.52)                   | 503.6 (19.83)                 |
| متوسط الأيام الممطرة (≥ 1mm)      | 6.0                           | 5.5                           | 4.2                           | 2.5                           | 2.2                           | 2.2                           | 1.9                           | 1.6                           | 1.9                           | 3.1                           | 4.0                           | 5.3                           | 40.4                          |
| المصدر: Bureau of Meteorology     |                               |                               |                               |                               |                               |                               |                               |                               |                               |                               |                               |                               |                               |